# Reserva Natural de Riidaja
A Reserva Natural de Riidaja é uma reserva natural localizada no condado de Valga, na Estónia.
A área da reserva natural é de 13 hectares.
A área protegida foi fundada em 2013 para proteger tipos de habitat valiosos e espécies ameaçadas na aldeia de Riidaja (antiga freguesia de Põdrala).